# Castle Bravo
Castle Bravo je bila operacija, med katero so ZDA prvič testirali termonuklearno vodikovo bombo. Test so opravili 1. marca 1954, pri atolu Bikini na Maršalovih otokih. Neposredna posledica eksplozije je bil jedrski dež, ki je zastrupil otočane, ki so se po detonaciji vrnili na otok. Zastrupili so se tudi člani posadke japonske ribiške ladje Lucky Dragon No. 5, kar je sprožilo mednarodno vprašanje o varnosti izvajanja jedrskih poizkusov.  
Za bombo je bilo uporabljeno litij-devterijevo gorivo za nuklearno reakcijo kot tudi kriogenska, devterij–tritijeva tekočina, ki je bila uporabljena kot gorivo za jedrsko reakcijo. Bomba Ivy Mike, ki je bila 16. jedrska bomba, je predstavljala prvi preizkus vodikove bombe ameriških oboroženih sil.
Sovjetska zveza je že prej uporabila litijev devterij v Sloika (znano kot Alarm Clock v ZDA) leta 1953. To ni bila prava vodikova bomba; reakcija je sprostila samo 15-20% svojega donosa, večinoma dobljen s pospešenih reakcij fuzije. Njen donos je bil omejen na 400 kiloton in ni bila prava jedrska bomba.
Teller-Ulamov model je imel v osnovi veliko večji donos 10,4MT, vendar je večino tega prišlo od cepitev.: 77% celotnega donosa je prišlo iz hitre cepitve naravnega urana.
Castle Bravo je imel najboljši izid vseh jedrskih testiranj vojske ZDA, 15MT, čeprav je zopet znaten delež prišel iz cepitev urana. V modelu Teller-Ulam faze cepitve in fuzije nastanejo fizično ločeno.
Castle Bravo je bila najmočnejša ameriška jedrska bomba, kadarkoli detonirana  s strani ZDA. Z močjo 15 megaton je močno presegla predvideno moč 4-6 megaton. V kombinaciji z drugimi dejavniki je bila najbolj significirano-radiološka naprava v zgodovini ZDA.
Merjeno v kilotonah je bila Castle Bravo 1200-krat močnejša od bomb, odvrženih na Hirošimo in Nagasaki v času druge svetovne vojne. Največja jedrska eksplozija kadakoli pa je bila detonirana v Sovjetski zvezi 7 let kasneje. Carska bomba  je imela moč 50 megaton. Pomembni so še test 219 (24,2 MT) in še dva 20-MT testa Sovjetske zveze iz leta 1962, ki so bili izvedeni na otočju Nova dežela.

## Model in namen naprave
Bomba je imela enako osnovno konfiguracijo kot Ivy Mike, z razliko drugačnega fuzijskega goriva. Ta konfiguracija je bila uporabljena tudi zaradi primerjave zasnove, saj so uporabili aluminij in ne jeklo kot pri Ivy Miku.
Znotraj valjastega primera je bil manjši cilinder iz litij-fuzijskega goriva na sekundarni strani, na primarni strani pa je bila atomska bomba; slednja je bila uporabljena za ustvarjanje pogojev, potrebnih za zagon fuzijske reakcije. Po sredini sekundarne strani so bile nameščene valjaste palice plutonija, ki so prižgale fuzijsko reakcijo. Okoli tega sklopa je bil naravni uran za spreminjanje prostora, med zaščitne in sodno oblikovana sevanja kanala za vodenja X-žarki iz primarnega na sekundar. Funkcija X-žarka je bila stiskanje sekundarja, kar povečuje gostoto in temperaturo devterija na raven, potrebno za ohranitev termonuklrearne reakcije in stiskanje vmesnika za vžig.
Naprava v obliki valja je tehtala 10.7 t in je visoka 4.56 m, široka pa 1.37 m; zgrajena je bila na umetnem otoku Namu Island znotraj atola Bikini.
Do eksplozije je prišlo ob 06:45 1. marca po lokalnem času (18:45 28. februar GMT). Ko je Bravo eksplodiral, se je oblikovala jedrska goba, ki je dosegal višino približno 7.000 m. Ta ognjena krogla je bila videna tudi na atolu Kwajalein, oddaljenem več kot 450 km stran. Eksplozija je pustila krater velikosti 2.000 m v širino in 75 m v globino. Oblak v obliki gobe je v eni minuti dosegel višino 14.000 m in s širino 11.000 m, nato pa je dosegel višino 40.000 m in ustvaril oblak premera 100.000 m v manj kot desetih minutah, ki se je širil s hitrostjo 100 m/s (360 km/h). Eksplozija je označila več kot enajst tisoč kvadratnih kilometrov okoliškega Tihega oceana, vključno z nekaj okoliškimi otoki.

### Vzrok za ogromno moč
Moč 15 megaton je bila 2,5-krat večja od pričakovane. Vzrok za višjo moč je bila v teoretični napaki pri oblikovalcih v Los Alamosu. Menili so, da bi bil reaktiven saizotop mo litiiju, izotop za lititop, ki je predstavljal 6ij vseb litijaine, pa la domnevali, da ne bo reagiral.
Bilo je pričakovati, da bi izotop litij-6 absorbiral nevtrone iz cepljenega plutonija in oddajal alfa delce ter tritij v procesu, ki bi se potem pomešal z devterijem in povečal moč na predviden način.
Vendar pa, ko se litij-7 izotopov obstreljuje z nevtroni, da ujame nevtron in razpade v obliki alfa delcev, tritij jedro ter zavzame nevtrone. To pomeni, da je bila proizvedena več tritija kot je bilo pričakovano ter še dodatno zlitje tritija z devterijem. Poleg nastajanja tritija, se dodatni nevtroni sprostijo iz litija-7, katerih razkroj proizvaja večji tok nevtronov. To je povzročilo večje cepljenje urana in večjo moč.

### Radioaktivne posledice
Cepitve reakcije naravnega urana so bile kar umazane, saj so proizvajale velike količine radioaktivnega prahu. To, v kombinaciji z zelo večjim od pričakovanega donosa in velikim premikom vetra, so pokazale številne, zelo resne posledice. V de-uvrščen film "Operatio Castle", delovna skupina generalnega poveljnika Clarksona prikazuje diagram, ki kaže, da je bil vetrni premik še vedno v območju "spremenljivih padavin", čeprav komaj.
Odločitev za bombni ogenj Bravo pod prevladujočimi vetrovi je izdelal Alvin C. Graves (1912-1966), strokovni direktor operacije Gradu. Graves je imel skupni nadzor nad streljanjem orožja, ki je bil večji od nadzora vojaškega poveljnika gradu. Graves je sam prejel izpostavljenost 400 röntgenov v nesreči Los Alamos 1946 leta, njegov osebni prijatelj Louis Slotin pa je umrl. Graves dobi na voljo test imenovan Ivy "Mike" iz 1952 leta, ki obravnava zadnje trenutke padavinskih odločitev. Pripovedovalec (filmski igralec Reed Hadley), je posnet na krovu ladje za nadzor v tem filmu, ki prikazuje zaključno konferenco. Hadley poudarja, da 20000 ljudi živi v potencialnem področju radioaktivnega prahu. Znanstvenik sprašuje nadzorni plošči, če je mogoče test prekiniti. Odgovor je ja, vendar bi uničila vse svoje priprave na ustanovitev časovno merilnih instrumentov na tekmi proti Rusom. Mike radioaktivni prah je bil ustrezno obležen severno od naseljenega območja, v testu Bravo 1954 leta pa je bilo veliko strižnega vetra in ta veter, kateri je pihal proti severu, je na dan pred preiskusom stalno menjal smer proti vzhodu.
Radioaktivne padavine so bile razširjene po naseljenem območju Rongalap in Rongerik atolu, katero so z zakasnjenostjo evakuirali. Posledično so mnogi domačini Marshallovega otoka utrpeli škodo zaradi prirojenih okvar in zato prejeli nadomestila iz Ameriške zvezne vlade. Medicinski študij, ki se imenuje Projekt 4.1, je preučeval učinke učinke radioaktivnega prahu na Otočane.
Usedanje prašnih delcev se je širilo proti vzhodu, vendar pa, ko so padavine pristale v vodi, so jih morski tokovi širili v različnih smereh. 
Japonska ribiška ladja Daigo Fukurya Maru je prišla v neposreden stik s škodljivimi padavinami, ki so povzročili, da je večji del posadke zbolel, eden od članov posadke pa je tudi umrl. To je povzročilo razburjenje japonske vlade glede sevanja, še posebej zaradi tega, ker so bili japonski državljani še enkrat prizadeti zaradi ameriškega jedrskega orožja. Uradna izjava ZDA je bila, da rastoča moč atomske bombe ne spremlja enakovredno rast radioaktivnega sevanja. Japonski znanstveniki, ki so zbirali podatke iz evidenc ribiških plovil, se s tem niso strinjali. Sir Joseph Rotblat, ki je delal v bolnišnici St Bartholomew v Londonu, je demonstracijsko pokazal, da je imela bomba tri faze in je dokazal, da cepitvena faza na koncu eksplozije poveča količino radioaktivnosti za vsaj tisočkrat. Rotblatov članek je bil objavljen v medijih in protesti na Japonskem so dosegli takšno raven, da so diplomatski odnosi ta incident kot drugo Hirošimo. Kljub temu, da sta japonska in ameriška vlada hitro dosegli politično rešitev (dva milijona ameriških dolarjev za odškodnino glede ribolova in vsaka živeča žrtev je prejela dva milijona jenov). Prav tako je bilo dogovorjeno, da žrtve ne bodo dobile statusa Hibakusha.
Nepričakovane padavine in sevanje je vplivalo tudi na veliko plovil in osebja, ki so sodelovali pri preizkusu. Eden od uglednih znanstvenikov je kasneje povedal, da je bil na ladji oddaljeni 48 kilometrov od eksplozije, pri čemer je ladja prejela rentgenskeo sevanje; šestnajst članov posadke letalonosilke USS Bairoko je prejelo tako imenovane beta žarke in pri njih se je pokazala povečana stopnja obolelosti za rakom. Radioaktivna konteminacija je vplivala tudi na veliko preizkusnih objektov, zgrajenih na drugih otokih v okolici atola Bikini.
Širjenje in usedanje radioaktivnih snovi je bilo zaznano še v Avstraliji, Indiji, Japonskem in celo v Združenih Državah Amerike in nekaterih delih Evrope. Čeprav je bila organizacija mišljena kot tajni test, je operacija Castle Bravo hitro postala mednarodni incident, zaradi česar so pozivali k prepovedi testiranj termonuklearnih naprav. Poleg tega so bile nepričakovano močno poškodovane številne trajne stavbe na kontrolni strani otoka daleč stran od atola.
Posledično je Nevil Shute napisal roman Na plaži, ki je vznemiril javnost in sprožil tako ozaveščenost javnosti kot tudi strah. Roman govori o vojni, ki sprosti toliko radioaktivnih padavin, da vse življenje na severni polobli izgine medtem, ko južno poloblo čaka podobna usoda. Ameriška revija Consumer Reports je opozorila na kontaminacijo mleka z radioaktivnim izotopom tako imenovanega stroncija-90, ki je prav tako zaskrbel javnost.
Padavine so vplivale tudi na otočane, ki so predhodno naseljevali atol in so se čez nekaj časa tja vrnili. Pozneje je bilo ugotovljeno, da je radioaktivni celzij prisoten v lokalnem pridelanem kokosovem mleku, saj rastline in drevesa absorbirajo kalij kot del običajnega biološkega procesa, zlahka pa absorbirajo tudi radioaktivni cezij, če je prisoten, saj gre za isto skupino v periodnem sistemu. Otočani, ki so uživali kontaminirano kokosovo mleko, so imeli v telesih prisotne nenormalno visoke koncentracije cezija, zaradi česar so jih nato morali evakuirati iz atola.

## Kasnejše naprave
Naprava, imenovana Shrimp, je postala osnova za bombo z imenom Mk-21; vse skupaj so izdelali 275 takih bomb. Bomba Mk-21 tehta 6800 kilogramov in meri v dolžino 3,8 metra in 56 centimetrov v širino 1,4 metra. Bomba z 4 megatonsko močjo je bila v izdelavi med julijem 1956 in letom 1957; tega leta so jo preoblikovali v Mk-36.